# Jean d'Oultremont

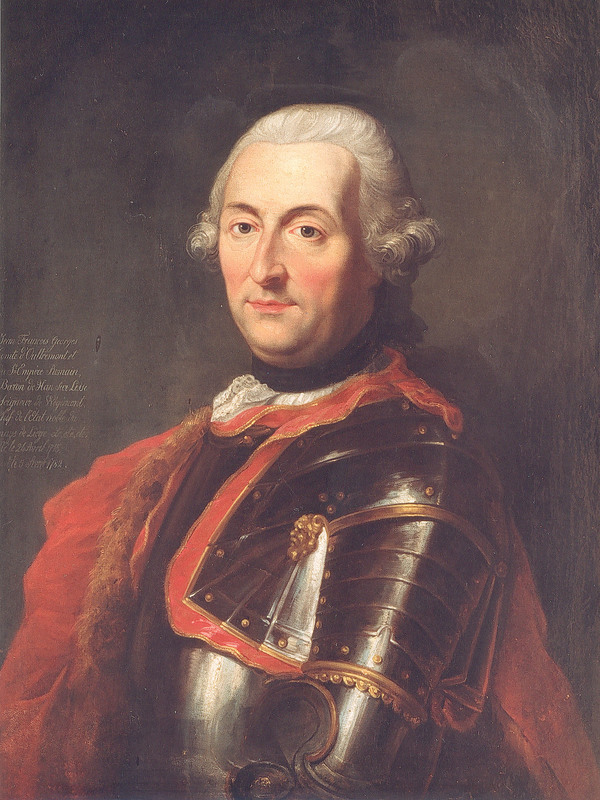

Jean-François-Georges des H.R.Rijksgraaf d'Oultremont, heer van Wégimont (Warfusée 24 april 1715 - Antwerpen 3 april 1782), was een Luiks politicus.

## Biografie
Jean d'Oultremont was de zoon van Jean François Paul Emile d'Oultremont en Maria Isabella van Beieren-Schagen. Hij was de oudere broer van Karel Nicolaas Alexander d'Oultremont, prins-bisschop van Luik.
Tijdens het bewind van zijn broer was hij diens raadgever, en feitelijk eerste minister in Luik. Omdat de prins-bisschop zich vrijwel uitsluitend aan kerkelijke aangelegenheden wijdde, liet hij het bestuur van het prinsbisdom grotendeels over aan Jean en zijn privésecretaris kanunnik Lambert de Brocal. Jean d'Oultremont en Lambert de Brocal hielden zich vooral bezig met het stimuleren van de handel, de industrie en de landbouw. Daarnaast werden er nieuwe wegen aangelegd.
Na het overlijden van zijn broer in 1771 nam Jeans invloed in het prinsbisdom af. Hij overleed op 66-jarige leeftijd.
Jean d'Oultremont trouwde te Leiden op 20 april 1750 met de rijke Maria Jacoba Tjarck de Waltha (Leiden, 26 augustus 1729 - Antwerpen, 21 april 1802). Het echtpaar had negen kinderen. Zijn kleindochter Henriette d'Oultremont de Wégimont was de tweede echtgenote van koning Willem I der Nederlanden.

## Verwijzingen
1. ↑  https://web.archive.org/web/20160304220536/http://stamboom-boden.com/getperson.php?personID=I1084021179&tree=1
2. ↑  Grote Winkler Prins Encyclopedie in 26 delen, door: red. Winkler Prins, 9de druk, 1992, dl. 18, blz. 47
3. ↑  idem